# Global Reporting Initiative
Het Global Reporting Initiative (GRI) is een internationale organisatie die richtlijnen voor duurzaamheidsverslaggeving opstelt. In een duurzaamheidsverslag communiceert een organisatie publiekelijk over haar economische, milieu- en sociale prestaties. De missie van GRI is om duurzaamheidsverslaggeving voor alle organisaties – ongeacht omvang, sector of locatie – zo routinematig en vergelijkbaar te maken als financiële verslaggeving.
Transparantie ten aanzien van de duurzame ontwikkeling van de activiteiten van organisaties is van belang voor uiteenlopende partijen, waaronder het bedrijfsleven, werknemersorganisaties, maatschappelijke organisaties, beleggers en de accountancy-sector. Het GRI richt zich op de samenwerking binnen een omvangrijk netwerk van deskundigen vanuit al deze groepen belanghebbenden in het kader van een consensusgericht overleg. De op leren gerichte benadering met meerdere belanghebbenden heeft geleid tot de brede aanvaarding ervan onder diverse groepen belanghebbenden.
Het internationale secretariaat van het GRI is sinds september 2002 gevestigd in Amsterdam. In een concurrentiestrijd met andere steden heeft het GRI voor deze vestigingsplaats gekozen om de volgende redenen:
- de sterke steun van de Nederlandse overheid voor duurzaamheidsverslaglegging en verantwoord ondernemen;
- de aanwezigheid van de hoofdkantoren van Greenpeace en Amnesty International;
- Amsterdam is de vestigingsplaats van vele beursgenoteerde ondernemingen en internationale financiële instellingen;
- de aanwezigheid van een goed vliegveld.

Piet Sprengers, toenmalige directeur van de Vereniging van Beleggers voor Duurzame Ontwikkeling (VBDO) en Folkert van der Molen van advies- en ingenieursbureau DHV hebben actief gelobbyd om het internationale hoofdkantoor naar Nederland te halen.